# Преображенский, Виктор Александрович
Виктор Александрович Преображенский — советский инженер-химик, конструктор боеприпасов, лауреат Сталинской премии.

## Биография
С 1932 года работал в Научно-исследовательском отделе завода № 67, занимался разработкой авиационных бомб.
С 1938 — главный химик ГСКБ-47 (на 2025 год — АО «НПО „Базальт“»).
В 1940 году предложил компоновку боеприпаса комбинированного действия — осколочно-фугасного и одновременно зажигательного, реализованую в бомбах ЗАБ-100цк и САБ-10-55.
С 1950 года начальник спецотдела по компоновке осветительных авиабомб.
Награждён орденом Красной Звезды (1939).
Лауреат Сталинской премии (1942) — за конструкцию и внедрение в производство новых типов авиабомб.